# Tramway de la Savoie
Le tramway de la Savoie est un réseau de chemin de fer à voie étroite (60 centimètres) organisé en étoile autour de la gare de Chambéry, en Savoie.
Créé par l’entrepreneur Philippe Cartier-Million originaire de La Motte-Servolex, le réseau est ensuite exploité par le conseil général de la Savoie, qui le réorganise et l’administre en régie. Déficitaire dès les premières années, il disparait définitivement en 1932, remplacé par un électrobus entre Chambéry et Chignin ou par des services d’autocars sur les autres sections.

## Histoire

### Société anonyme des tramways de Savoie
Inspiré par la voie étroite, 60 cm, du chemin de fer Decauville de l'Exposition universelle de Paris de 1889, l'entrepreneur motterain Philippe Cartier-Million, constitue à la fin des années 1880 la société anonyme des tramways de Savoie. Elle obtient la concession d’une ligne entre Chambéry et La Motte-Servolex en octobre 1890.
Le premier tramway est mis en service sur cette section en août 1892.
D'autre part, une concession est accordée par l'État à Messieurs Favre, Bastin et Grosset pour un tramway entre Chambéry et Challes-les-Eaux construit à l'écartement métrique. Ces derniers sont concessionnaires du Tramway de Pontcharra à la Rochette et Allevard et du tramway d'Aix-les-Bains. Ils fondent une société anonyme qui fusionne avec celle des Tramways de Savoie le 31 décembre 1899. Messieurs Bastin et Grosset deviennent administrateurs.
La ligne est ouverte entre Chambéry et Challes-les-Eaux en 1897 construite à l'écartement de 60 cm pour qu'elle se raccorde au réseau existant.
Des extensions sont réalisées sous la forme de deux nouvelles lignes vers Cognin en 1906 et Le Bourget-du-Lac en 1910. Cette même année, la compagnie dépose le bilan.

### Régie du département de la Savoie
La gestion du réseau est reprise par le conseil général de la Savoie, qui le réorganise et l’administre d’abord sous séquestre. Puis le décret du 8 février 1913, autorise le département à prendre la gestion du réseau en « régie directe ».
En 1929, la section comprise entre Challes-les-Eaux et Saint-Jeoire-Prieuré est supprimée,. Le tramway retrouve son terminus initial de 1905, devant le casino de la station thermale,.
À partir de juillet 1930, un électrobus est testé entre les gares de Chambéry et de Chignin, puis définitivement mis en service trois mois plus tard, le 6 octobre.
Cela entraine la disparition du chemin de fer sur la ligne de Challes-les-Eaux : les locomotives sont remisées au dépôt de Chambéry et les rails retirés sont entreposés sur le flanc ouest du hangar de l’aérodrome de Challes-les-Eaux puis vendus à l’entreprise chambérienne Barlet-Ravier le 21 janvier 1931. La ligne Chambéry-Challes-les-Eaux est définitivement déclassée par décret le 1er octobre suivant,.

Tramway et stations au début des années 1900
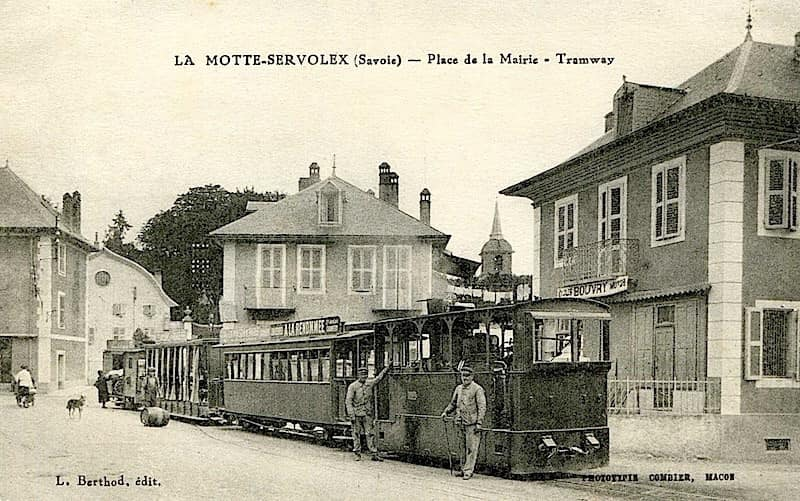
La Motte-Servolex un train au départ.
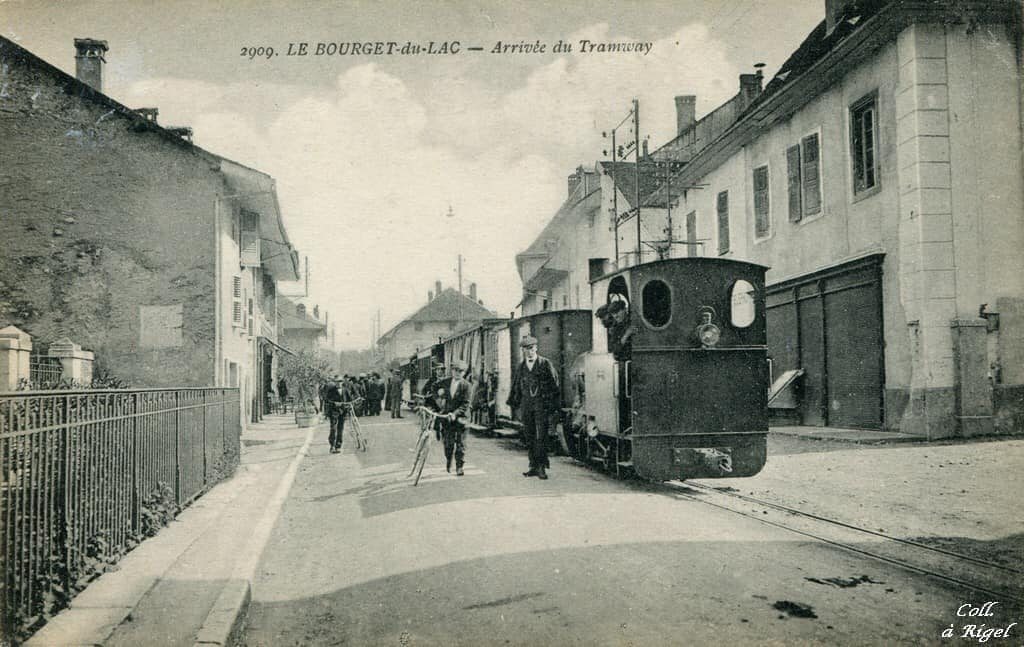
Le Bourget-du-Lac:un train au terminus avec une locomotive Orenstein et Koppel.
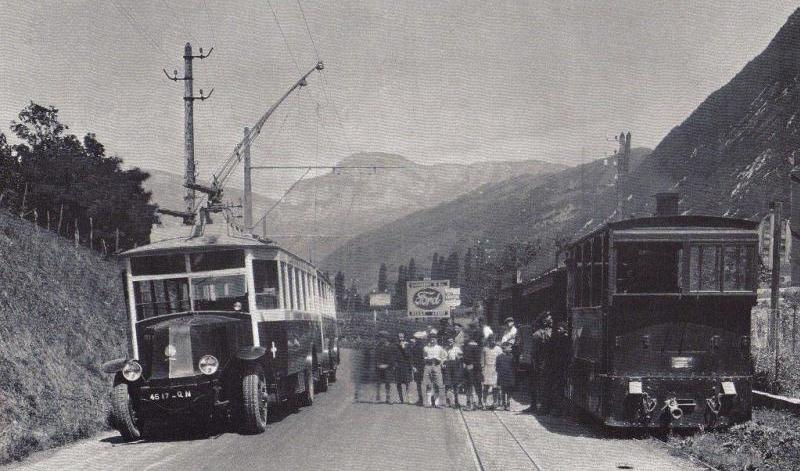
Saint-Jeoire-Prieuré: un électrobus Vétra et un tramway en 1929.
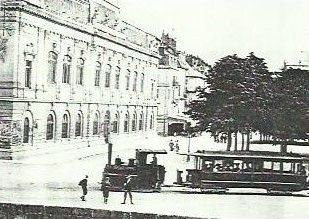
Locomotive Weidknecht et voiture à bogie devant le musée de Chambéry.
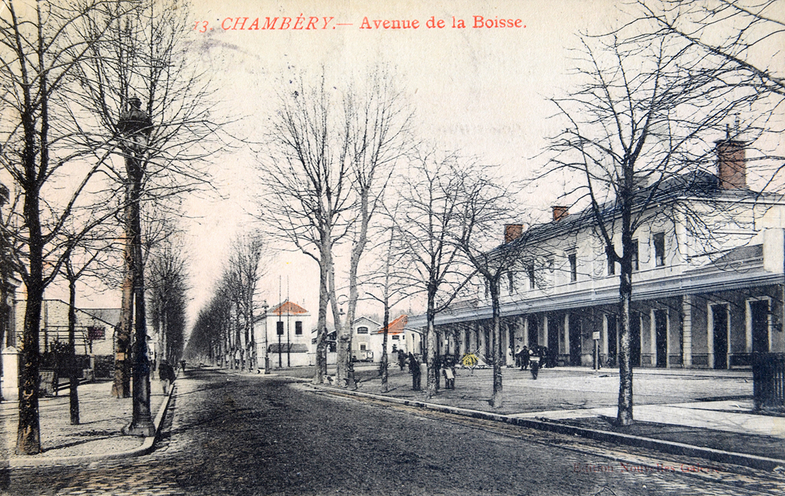
La voie devant la gare de Chambéry.
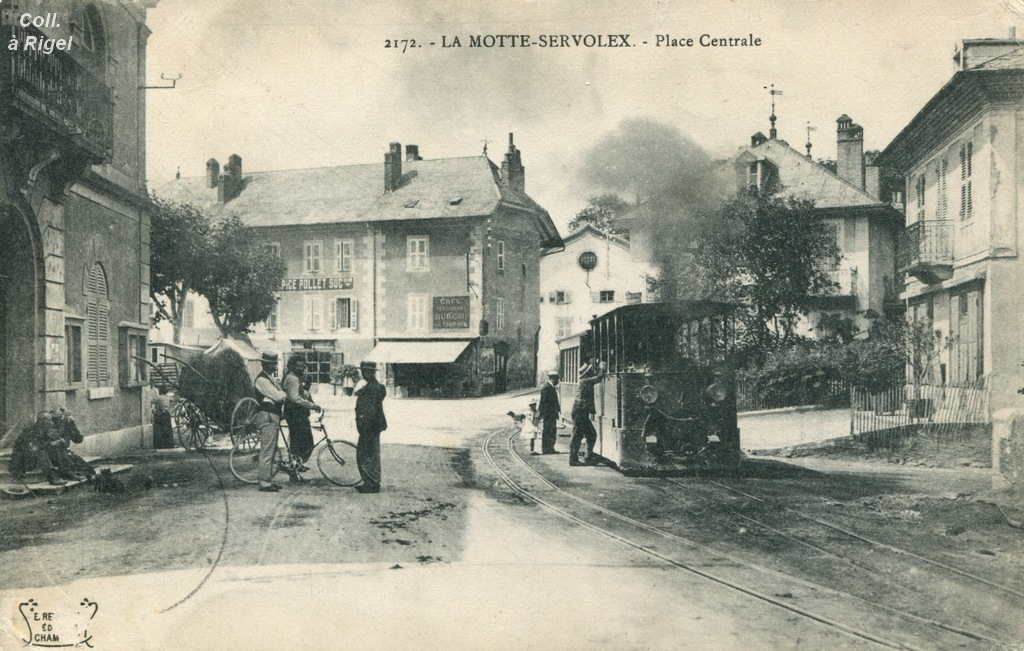
Un train à la Motte-Servolex.

La décision de fermeture totale du réseau intervient le 28 septembre 1932, elle est effective le 1er janvier 1933.

## Lignes
À son apogée le réseau s'étend sur 31 km.

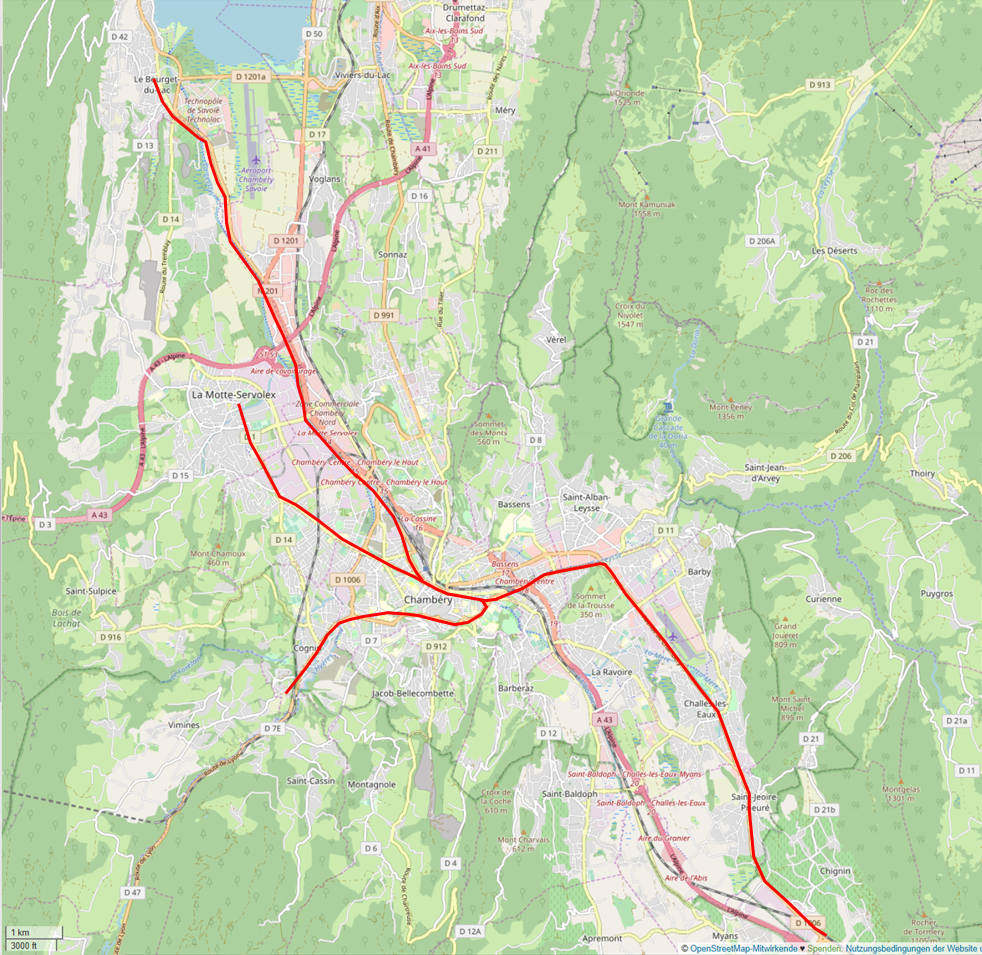
Plan du réseau.

- Chambéry - La Motte-Servolex, 5 km, ouverture en 1892, fermeture en 1932
- Chambéry - Chignin, 11 km :
  - Chambéry - Challes-les-Eaux, 7 km, ouverture en 1897, fermeture en 1930
  - Challes-les-Eaux - Saint-Jeoire, 2 km, ouverture en 1905, fermeture  en 1929
  - Saint-Jeoire - Chignin, 2 km: ouverture en 1905, fermeture en 1907,
- Chambéry - Pont Saint-Charles,(Cognin) 4 km: ouverture en 1906, fermeture en 1910,
- Chambéry - Le Bourget-du-Lac, 11 km: ouverture en 1910, fermeture en 1932.

## Matériel roulant

### Locomotives
Les locomotives utilisées ont été les suivantes :
- no 1, de type 030T, livrée le 15 février 1896 par Corpet-Louvet, no 673, « Challes-les-Eaux » , poids à vide 11,2 tonnes ; ;
- no 2, de type 030T, livrée en 1905 par Buffaud & Robatel « La Motte Servolex », poids à vide 9 tonnes ;
- no 3, de type 030T, livrée le 30 juillet 1894 par Corpet-Louvet, no 623, « La Motte Servolex » , poids à vide 10 tonnes ; ;
- no 4, de type 030T, livrée en 1905 par Buffaud & Robatel  « Savoie » , poids à vide 9 tonnes ;
- no 5, de type 030T, livrée en 1905 par Buffaud & Robatel , poids à vide 10 tonnes ;
- no 6, de type 030T, livrée en 1905 par Buffaud & Robatel, poids à vide 10 tonnes ;
- no 8, de type 020T, livrée en 1910 par Orenstein & Koppel, no 4025,
- no 2, de type 020T, livrée en 1910 par Orenstein & Koppel, no 4101,
- no 4, de type 030T, livrée en 1912 par Pinguely, no 326, poids à vide 10 tonnes ;
- no 552, de type 020T, 1892,Weidknecht, chaudière SLM, 553[8] ;
- no 553, de type 020T, 1892, Weidknecht,
- no 554, de type 020T, 1893, Weidknecht,
- no 555, de type 020T, 1893, Weidknecht,